# Volvo Golf Champions 2014
De Volvo Golf Champions 2014 was een golftoernooi dat liep van 9 tot en met 12 januari 2014 en werd gespeeld op de Durban Country Club in Durban. Het toernooi maakte deel uit van de Europese PGA Tour 2014.
Titelverdediger was Louis Oosthuizen en het prijzengeld bedroeg US$ 4.000.000, waarvan de winnaar US$ 700.000 (ruim € 500.000) kreeg. Zelfs de speler die onderaan de lijst eindigt, krijgt nog € 29.000.

## Formule
Op zaterdag zullen 30 topamateurs meespelen.
De amateurs kwalificeren zich via de finale van de Volvo Masters Amateur Tour die al ruim 20 jaar door Volvo wordt gesponsored, in 25 landen wordt gespeeld en ongeveer 77.000 deelnemers kent. Iedere amateur zal zaterdag met twee professionals spelen. Samen vormen zij een team, de twee beste scores zullen op iedere hole tellen voor de teamscore. De pro's blijven ook hun individuele spel spelen.

De deelnemende pro's hebben in het afgelopen seizoen een toernooi op de Europese Tour gewonnen of in totaal meer dan tien toernooien op de Europese Tour gewonnen. Ernie Els zou meedoen maar heeft zich teruggetrokken.

## Hole-in-one prijs
De eerste twee dagen stond er alleen een prijs klaar voor de eerste hole-in-one op hole 15. Tijdens het weekend staan er vijf prijzen klaar, vier voor alle pqr-3 holes en ook een prijs voor de laatste hole, een korte par 4 van 250 meter. De green is dus bereikbaar voor de pro's.
- Hole 2, par 3: een Volvo S60
- Hole 4, par 3: een  Volvo V40 Cross Country
- Hole 12, par 3: een Volvo XC60
- Hole 15, par 3: een Volvo Backhoe Loader
- Hole 18, par 4: een Volvo FH16 Truck

## Verlag
Er doen 17 nationaliteiten mee, 7 van de 38 deelnemers komen uit Zuid-Afrika. Nummer 1 van de Race To Dubai is Thomas Bjørn, Charl Schwartzel staat nummer 18 op de wereldranglijst en is de hoogstgeplaatste deelnemer.

### Ronde 1
Ondanks de straffe wind maakte Raphaël Jacquelin een ronde van 67 en ging daarmee aan de leiding. Het was 31 graden. Joost Luiten had een mooie ronde van 70, net als rookie Peter Uihlein. Slechts 16 spelers staan na ronde 1 onder par. Op hole 18, een par 4 van 250 meter, scoorden 24 van de 36 spelers een birdie.

### Ronde 2
Joost Luiten, net 28 jaar geworden, is naar de eerste plaats opgeklommen mede door hulp van een albatros (een 2 op een par 5) op hole 10. Hij deed zijn tweede slag met een ijzer 4, de bal ging vanaf 227 meter de hole in. Hij deelt de leiding met Tommy Fleetwood en titelverdediger Louis Oosthuizen.

### Ronde 3
De Zuid-Afrikanen Charl Schwartzel en Branden Grace hebben zich mooi hersteld van hun eerste ronde, waarbij ze beiden 74 scoorden. Beiden staan nu zelfs in de top-10. Tommy Fleetwood en Joost Luiten hadden beiden vier birdies, maar Fleetwood maakte slechts 1 bogey en Luiten twee. Fleetwood bleef aan de leiding. Luiten eindigde op de 2de plaats. Oosthuizen speelde erg wisselvallig, hij maakte 7 birdies, 3 bogeys en een triple-bogey voor een totaal van 71.
Paul Casey maakte een ronde van 65 en verbeterde daarmee het toernooirecord.

### Ronde 4
Titelverdediger Louis Oosthuizen won het toernooi opnieuw, en kwam daarmee terug in de top-30 van de wereldranglijst.  Hierdoor kwalificeerde hij zich ook voor de WGV - Bridgestone en de 2014 World Matchplay en vergrootte hij zijn kansen voor een plaats in het team van de Ryder Cup. Ook Joost Luiten heeft met zijn 3de plaats weer wat punten daarvoor verdiend.
Na Seve Ballesteros, Nick Faldo, Mark James, Colin Montgomerie, Charl Schwartzel, Tiger Woods en Ian Woosnam is Oosthuizen de 8ste speler die eenzelfde toernooi twee of meer keer achter elkaar won. 
- Scores

| Naam              | R2D | WR  | Score R1 | Score R1 | Nr  | Score R2 | Score R2 | Totaal | Nr  | Score R3 | Score R3 | Totaal | Nr  | Score R4 | Score R4 | Totaal | Nr  |
| ----------------- | --- | --- | -------- | -------- | --- | -------- | -------- | ------ | --- | -------- | -------- | ------ | --- | -------- | -------- | ------ | --- |
| Louis Oosthuizen  | 27  | 34  | 68       | -4       | 2   | 69       | -3       | -7     | T1  | 71       | -1       | -8     | 4   | 68       | -4       | -12    | 1   |
| Branden Grace     | 23  | 52  | 74       | +2       | T26 | 67       | -5       | -3     | T8  | 68       | -4       | -7     | 5   | 68       | -4       | -11    | 2   |
| Tommy Fleetwood   | =   | 118 | 70       | -2       | T5  | 67       | -5       | -7     | T1  | 69       | -3       | -10    | 1   | 72       | par      | -10    | T3  |
| Joost Luiten      | 29  | 49  | 70       | -2       | T5  | 67       | -5       | -7     | T1  | 70       | -2       | -9     | T2  | 71       | -1       | -10    | T3  |
| Victor Dubuisson  | 33  | 21  | 69       | -3       | T3  | 69       | -3       | -6     | 4   | 69       | -3       | -9     | T2  | 72       | par      | -9     | T5  |
| Raphaël Jacquelin | =   | 120 | 67       | -5       | 1   | 73       | +1       | -4     | T6  | 70       | -2       | -6     | T6  | 69       | -3       | -9     | T5  |
| Charl Schwartzel  | 2   | 18  | 74       | +2       | T26 | 69       | -3       | -1     | T15 | 68       | -4       | -5     | T8  | 74       | +2       | -3     | T15 |
| Paul Casey        | =   | 88  | 72       | par      | T   | 75       | +3       | +3     | T28 | 65       | -7       | -4     | T10 | 75       | +3       | -1     | T19 |
| Matteo Manassero  | 36  | 44  | 72       | par      | T17 | 67       | -5       | -5     | 5   | 73       | +1       | -4     | T10 | 71       | -1       | -5     | T10 |
| Thomas Bjørn      | 1   | 24  | 79       | +7       | 36  | 68       | -4       | +3     | T28 | 67       | -5       | -2     | T19 | 69       | -3       | -5     | T10 |
| Darren Clarke     | =   | 297 | 69       | -3       | T3  | 71       | -1       | -4     | T6  | 72       | par      | -4     | T10 | 77       | +5       | +1     | T24 |

| Leider |  | Toernooirecord |  | DQ = disqualified |  | R2D = Race To Dubai |  | WR = Wereldranglijst |

## Spelers
| - Thomas Aiken - Kiradech Aphibarnrat - Thomas Bjørn - Paul Casey (2011) - Darren Clarke - Jamie Donaldson - Victor Dubuisson - Gonzalo Fernández-Castaño - Darren Fichardt | - Tommy Fleetwood - Stephen Gallacher - Branden Grace (2012) - Pádraig Harrington - Michael Hoey - David Howell - Mikko Ilonen - Raphaël Jacquelin - Jin Jeong | - Miguel Ángel Jiménez - Robert Karlsson - Joost Luiten - David Lynn - Morten Ørum Madsen - Matteo Manassero - Colin Montgomerie - José María Olazabal - Louis Oosthuizen (2013) | - Julien Quesne - Brett Rumford - Charl Schwartzel - Marcel Siem - Richard Sterne - Simon Thornton - Peter Uihlein - Dawie van der Walt - Chris Wood |

2011 · 2012 · 2013 · 2014
 South African Open Championship ·
 Alfred Dunhill Championship ·
 Nedbank Golf Challenge ·
 Hong Kong Open ·
 Nelson Mandela Championship ·
 Volvo Golf Champions ·
 Abu Dhabi Golf Championship ·
 Commercialbank Qatar Masters ·
 Dubai Desert Classic ·
 Joburg Open ·
 Africa Open ·
 WGC-Accenture Match Play Championship ·
 Tshwane Open ·
 WGC-Cadillac Championship ·
 Trophée Hassan II ·
 EurAsia Cup ·
 NH Collection Open ·
 The Masters ·
 Maybank Malaysian Open ·
 Volvo China Open ·
 The Championship at Laguna National ·
 Madeira Islands Open ·
 Open de España ·
 BMW PGA Championship ·
 Nordea Masters ·
 Lyoness Open ·
 US Open ·
 Iers Open ·
 BMW International Open ·
 Open de France ·
 Scottish Open ·
 The Open Championship ·
 M2M Russian Open ·
 WGC-Bridgestone Invitational ·
 US PGA Championship ·
 Made in Denmark ·
 D+D Real Czech Masters ·
 Italiaans Open ·
 European Masters ·
 KLM Open ·
 Wales Open ·
 Ryder Cup ·
 Alfred Dunhill Links Championship ·
 Portugal Masters ·
 Volvo World Match Play Championship ·
 Perth International ·
 BMW Masters ·
 WGC-HSBC Champions ·
 Turks Open ·
 Dubai World Championship